# Monistrol-sur-Loire
Pour les articles homonymes, voir Monistrol (homonymie).
 (mai 2023).
La mise en forme du texte ne suit pas les recommandations de Wikipédia : il faut le « wikifier ».
Les points d'amélioration suivants sont les cas les plus fréquents. Le détail des points à revoir est peut-être précisé sur la page de discussion.
- Les titres sont pré-formatés par le logiciel. Ils ne sont ni en capitales, ni en gras.
- Le texte ne doit pas être écrit en capitales (les noms de famille non plus), ni en gras, ni en italique, ni en « petit »…
- Le gras n'est utilisé que pour surligner le titre de l'article dans l'introduction, une seule fois.
- L'italique est rarement utilisé : mots en langue étrangère, titres d'œuvres, noms de bateaux, etc.
- Les citations ne sont pas en italique mais en corps de texte normal. Elles sont entourées par des guillemets français : « et ».
- Les listes à puces sont à éviter, des paragraphes rédigés étant largement préférés. Les tableaux sont à réserver à la présentation de données structurées (résultats, etc.).
- Les appels de note de bas de page (petits chiffres en exposant, introduits par l'outil «  Source ») sont à placer entre la fin de phrase et le point final[comme ça].
- Les liens internes (vers d'autres articles de Wikipédia) sont à choisir avec parcimonie. Créez des liens vers des articles approfondissant le sujet. Les termes génériques sans rapport avec le sujet sont à éviter, ainsi que les répétitions de liens vers un même terme.
- Les liens externes sont à placer uniquement dans une section « Liens externes », à la fin de l'article. Ces liens sont à choisir avec parcimonie suivant les règles définies. Si un lien sert de source à l'article, son insertion dans le texte est à faire par les notes de bas de page.
- La présentation des références doit suivre les conventions bibliographiques. Il est recommandé d'utiliser les modèles {{Ouvrage}}, {{Chapitre}}, {{Article}}, {{Lien web}} et/ou {{Bibliographie}}. Le mode d'édition visuel peut mettre en forme automatiquement les références.
- Insérer une infobox (cadre d'informations à droite) n'est pas obligatoire pour parachever la mise en page.

Pour une aide détaillée, merci de consulter Aide:Wikification.
Si vous pensez que ces points ont été résolus, vous pouvez retirer ce bandeau et améliorer la mise en forme d'un autre article.
Monistrol-sur-Loire est une commune française du département de la Haute-Loire. Elle est la seconde ville du Velay et la deuxième agglomération du département.
Située sur l'axe de Lyon à Toulouse par le Massif central, dominant la vallée de la Loire, elle appartient à la communauté de communes Marches du Velay-Rochebaron. Elle a connu une forte expansion depuis les dernières décennies du XXe siècle.

## Géographie

### Localisation
La commune de Monistrol-sur-Loire se trouve dans le département de la Haute-Loire, en région Auvergne-Rhône-Alpes.
Elle se situe à 45 km par la route du Puy-en-Velay, préfecture du département, et à 21 km d'Yssingeaux, sous-préfecture
Les communes les plus proches sont : 
Bas-en-Basset (5,2 km), La Chapelle-d'Aurec (5,4 km), La Séauve-sur-Semène (6,1 km), Les Villettes (6,5 km), Beauzac (6,8 km), Malvalette (7,0 km), Sainte-Sigolène (7,4 km), Pont-Salomon (7,7 km).
La commune de Monistrol-sur-Loire est située sur la Loire mais le fleuve se trouve à plus de 3 kilomètres du centre-ville.
|               | La Chapelle-d'Aurec     | La Séauve-sur-Semène |
| Bas-en-Basset | Monistrol-sur-Loire     | Sainte-Sigolène      |
| Beauzac       | Saint-Maurice-de-Lignon | Les Villettes        |

### Géologie et relief
Au rebord oriental du Massif central, sur les contreforts granitiques de la chaîne des Boutières, la région monistrolienne est une région de forêts résineuses coupées de vallées parfois encaissées. Le plateau, à plus de 700 mètres d'altitude, ne bénéficie pas de l'axe des gorges de la Loire trop encaissées.
Monistrol appartient dès l'origine au pays du Velay, correspondant grossièrement à la haute vallée de la Loire.

### Climat
Pour des articles plus généraux, voir Climat d'Auvergne-Rhône-Alpes et Climat de la Haute-Loire.
En 2010, le climat de la commune est de type climat des marges montargnardes, selon une étude du Centre national de la recherche scientifique s'appuyant sur une série de données couvrant la période 1971-2000. En 2020, Météo-France publie une typologie des climats de la France métropolitaine dans laquelle la commune est exposée à un climat de montagne ou de marges de montagne et est dans une zone de transition entre les régions climatiques « Nord-est du Massif central » et « Sud-est du Massif Central ».
Pour la période 1971-2000, la température annuelle moyenne est de 9,8 °C, avec une amplitude thermique annuelle de 16,5 °C. Le cumul annuel moyen de précipitations est de 818 mm, avec 9 jours de précipitations en janvier et 6,9 jours en juillet. Pour la période 1991-2020, la température moyenne annuelle observée sur la station météorologique installée sur la commune est de 10,0 °C et le cumul annuel moyen de précipitations est de 822,3 mm,. Pour l'avenir, les paramètres climatiques de la commune estimés pour 2050 selon différents scénarios d'émission de gaz à effet de serre sont consultables sur un site dédié publié par Météo-France en novembre 2022.
| Mois                                  | jan.           | fév.            | mars           | avril         | mai             | juin          | jui.          | août           | sep.           | oct.        | nov.           | déc.           | année      |
| ------------------------------------- | -------------- | --------------- | -------------- | ------------- | --------------- | ------------- | ------------- | -------------- | -------------- | ----------- | -------------- | -------------- | ---------- |
| Température minimale moyenne (°C)     | −0,8           | −0,8            | 1,5            | 4             | 7,7             | 11,2          | 13            | 12,9           | 9,5            | 7,1         | 2,7            | 0,2            | 5,7        |
| Température moyenne (°C)              | 2,1            | 2,7             | 5,8            | 8,7           | 12,7            | 16,6          | 18,8          | 18,6           | 14,5           | 10,9        | 5,8            | 3,1            | 10         |
| Température maximale moyenne (°C)     | 5,1            | 6,2             | 10,2           | 13,5          | 17,8            | 22            | 24,5          | 24,4           | 19,4           | 14,8        | 8,9            | 6              | 14,4       |
| Record de froid (°C) date du record   | −15,1 13.01.03 | −18,4 05.02.12  | −18,1 01.03.05 | −6,5 08.04.03 | −1,9 15.05.1995 | 2,1 04.06.01  | 4,7 17.07.00  | 2,8 30.08.1998 | 0,1 30.09.1995 | −6 26.10.03 | −10,1 28.11.13 | −14,9 15.12.01 | −18,4 2012 |
| Record de chaleur (°C) date du record | 18,4 01.01.22  | 20,7 20.02.1998 | 25,2 17.03.04  | 26,5 30.04.05 | 30,6 21.05.22   | 36,7 29.06.19 | 37,2 07.07.15 | 37,4 24.08.23  | 33 10.09.23    | 31 09.10.23 | 22,7 01.11.14  | 19,1 31.12.21  | 37,4 2023  |
| Précipitations (mm)                   | 45,9           | 35,4            | 38,7           | 69,1          | 93,1            | 81            | 78,9          | 77,9           | 80             | 88,7        | 86,9           | 46,7           | 822,3      |

## Urbanisme

### Typologie
Au 1er janvier 2024, Monistrol-sur-Loire est catégorisée petite ville, selon la nouvelle grille communale de densité à sept niveaux définie par l'Insee en 2022.
Elle appartient à l'unité urbaine de Monistrol-sur-Loire, une agglomération intra-départementale regroupant deux  communes, dont elle est ville-centre,,. Par ailleurs la commune fait partie de l'aire d'attraction de Saint-Étienne, dont elle est une commune de la couronne,. Cette aire, qui regroupe 105 communes, est catégorisée dans les aires de 200 000 à moins de 700 000 habitants,.

### Occupation des sols
L'occupation des sols de la commune, telle qu'elle ressort de la base de données européenne d’occupation biophysique des sols Corine Land Cover (CLC), est marquée par l'importance des territoires agricoles (57,2 % en 2018), en diminution par rapport à 1990 (61,4 %). La répartition détaillée en 2018 est la suivante : 
zones agricoles hétérogènes (41 %), forêts (27,8 %), prairies (16,2 %), zones urbanisées (9,1 %), zones industrielles ou commerciales et réseaux de communication (3,7 %), milieux à végétation arbustive et/ou herbacée (2,2 %). L'évolution de l’occupation des sols de la commune et de ses infrastructures peut être observée sur les différentes représentations cartographiques du territoire : la carte de Cassini (XVIIIe siècle), la carte d'état-major (1820-1866) et les cartes ou photos aériennes de l'IGN pour la période actuelle (1950 à aujourd'hui).

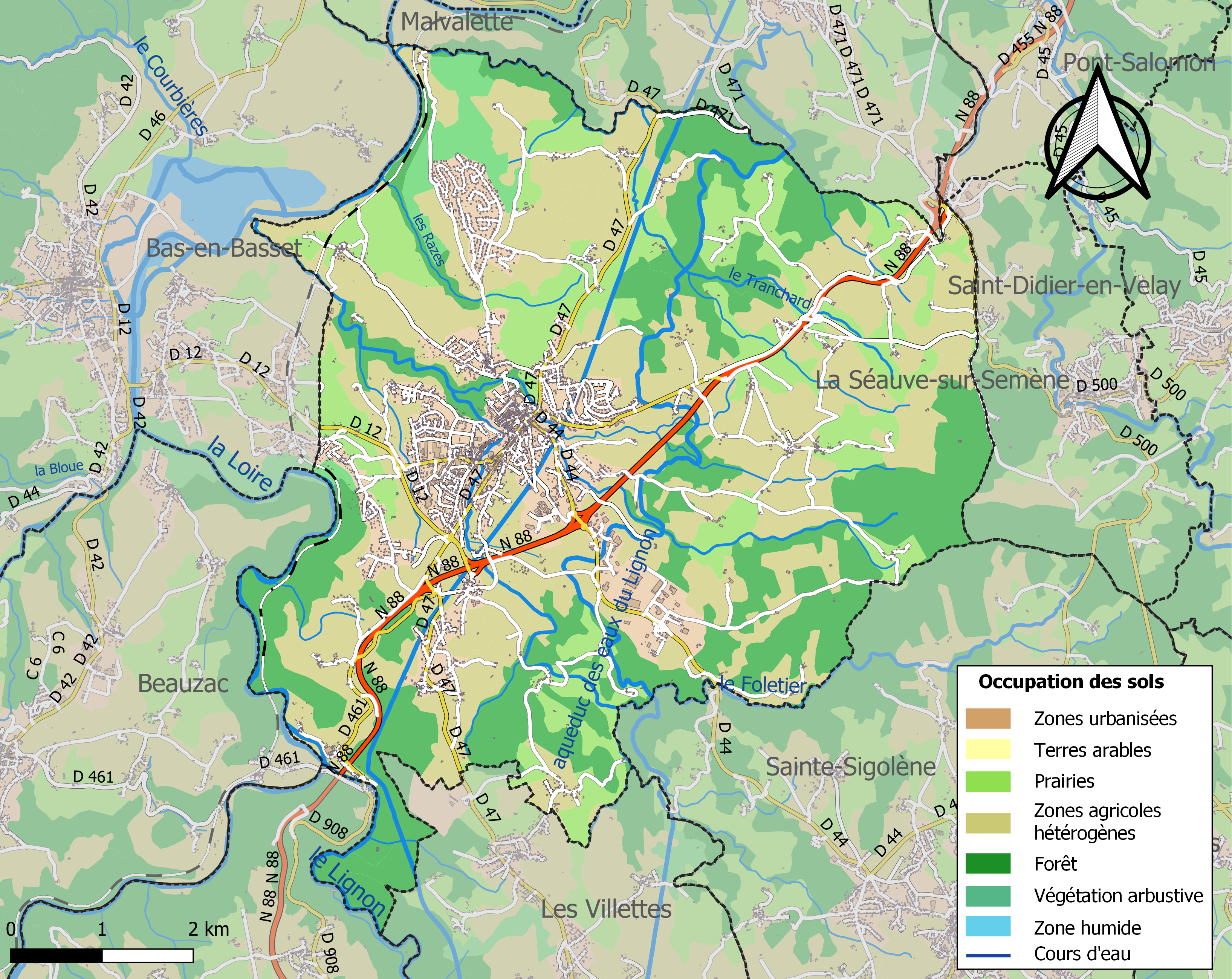
Carte des infrastructures et de l'occupation des sols de la commune en 2018 (CLC).

### Morphologie urbaine
« Monistrol s'impose d'abord par son site, une langue de granit entre deux ravins : on parle d'un ermite et de ses combats contre le diable Bilhard, métamorphosé en un rocher que l'on voit encore dans les gorges sauvages auxquelles il a laissé son nom. »

— Dr Jacques Boncompain
Le site primitif de Monistrol correspond à la confluence des ruisseaux de Saint-Marcellin et de Piat, où s'est implanté le premier château, « Château Vieux ». Ce château s'est déplacé sur autre éperon plus à l'est, au pied duquel s'est développé la ville. Cité close dotée d'un mur de ville, dont quelques vestiges subsistent, Monistrol comprend aussi des faubourgs industriels à l'est, le long de la route royale de Lyon à Toulouse nouvellement percée (XVIIIe siècle), et au sud, comme au Monteil. Le développement des dernières décennies est pavillonnaire et s'oriente vers l'est (quartier du Mazel et zone de Chavanon) et surtout vers le sud (quartiers du Kersonnier et du Pêcher).
La référence à la Loire est une nécessité administrative (la distinction avec Monistrol-d'Allier) et n'implique pas une quelconque influence du fleuve sur le site de la ville.
La région de Monistrol a toujours constitué une interface entre Velay et Forez, et a ainsi bénéficié d'influences contraires. La frontière nord de l'Occitanie est située au nord de la commune et les toits à génoise, caractéristiques des régions méridionales, sont nombreux dans la vieille ville. À l'opposé, le château abrite le seul plafond à la fougère, spécialité forézienne et lyonnaise, connu en Velay au XVIe siècle. L'influence du Lyonnais et du Forez s'est surtout manifestée par l'activité économique. Le développement proto-industriel du XIXe siècle (passementerie, métallurgie, etc.) tient à la proximité de Saint-Étienne et de Lyon. Bien que la ville soit rattachée au département de la Haute-Loire, Monistrol appartient à la zone d'influence de Saint-Étienne (département de la Loire) et tire sa prospérité de l'aire urbaine stéphanoise. L'expansion démographique résulte d'un phénomène de périurbanisation en provenance des aires urbaines Lyonnaise et Stéphanoise. La région monistrolienne se définit dès lors comme la Marche du Velay.

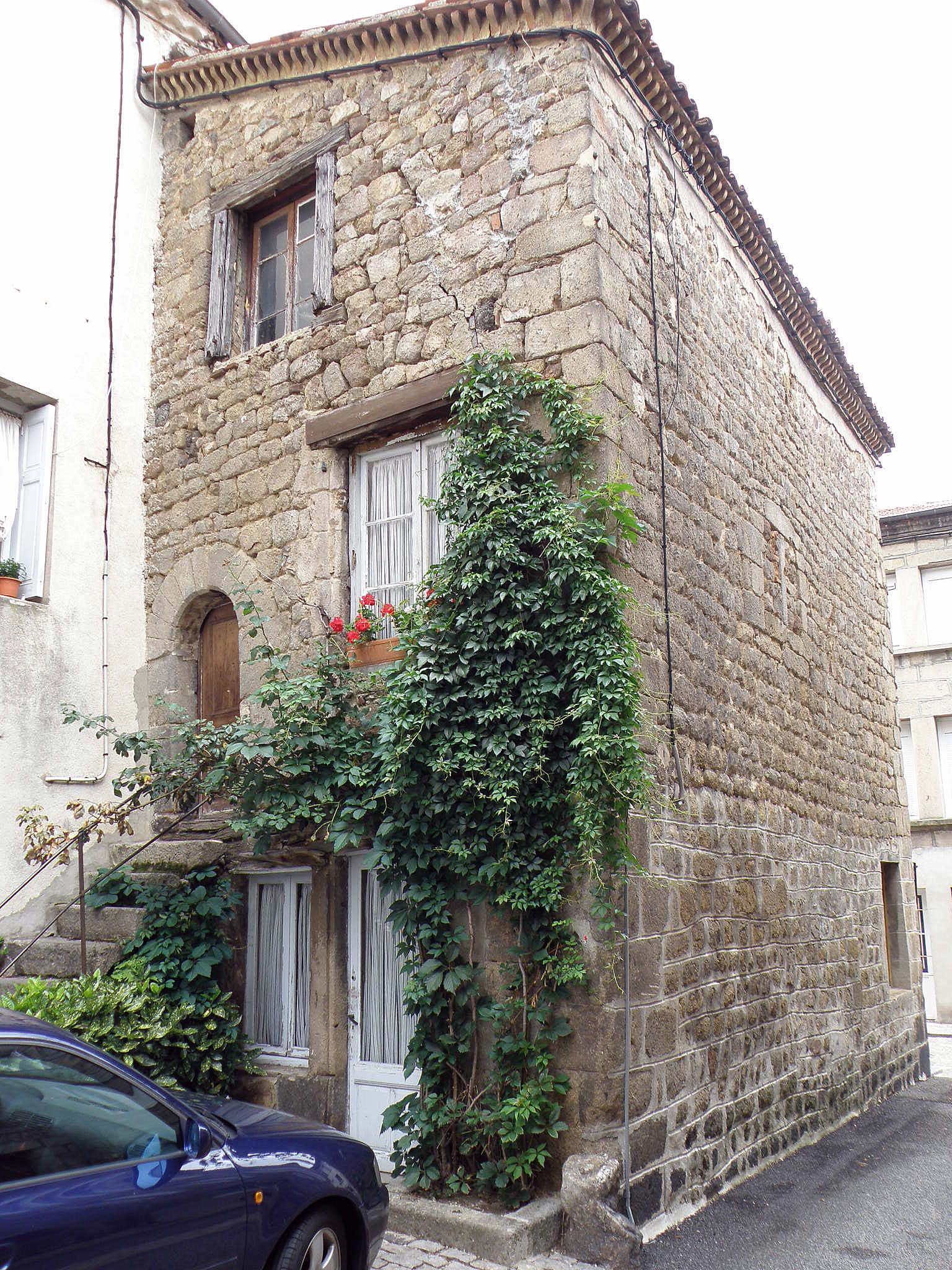
Toit à génoise dans le bourg médiéval.

### Habitat et logement
En 2018, le nombre total de logements dans la commune était de 4 321, alors qu'il était de 4 092 en 2013 et de 3 912 en 2008.
Parmi ces logements, 85,9 % étaient des résidences principales, 5,1 % des résidences secondaires et 9 % des logements vacants. Ces logements étaient pour 71 % d'entre eux des maisons individuelles et pour 28,7 % des appartements.
Le tableau ci-dessous présente la typologie des logements à Monistrol-sur-Loire en 2018 en comparaison avec celle de la Haute-Loire et de la France entière. Une caractéristique marquante du parc de logements est ainsi une proportion de résidences secondaires et logements occasionnels (5,1 %) inférieure à celle du département (16,1 %) mais supérieure à celle de la France entière (9,7 %). Concernant le statut d'occupation de ces logements, 67,1 % des habitants de la commune sont propriétaires de leur logement (66,6 % en 2013), contre 70 % pour la Haute-Loire et 57,5 pour la France entière.
| Typologie                                               | Monistrol-sur-Loire | Haute-Loire | France entière |
| ------------------------------------------------------- | ------------------- | ----------- | -------------- |
| Résidences principales (en %)                           | 85,9                | 71,5        | 82,1           |
| Résidences secondaires et logements occasionnels (en %) | 5,1                 | 16,1        | 9,7            |
| Logements vacants (en %)                                | 9                   | 12,4        | 8,2            |

### Voies de communication et transports

#### Desserte routière
La commune est desservie par la N88 (Lyon-Toulouse via Saint-Étienne), aménagée en voie rapide sur ce tronçon. Les échangeurs suivants sont implantés dans la commune :
- 38 D 12 : Monistrol-Beauvoir, Monistrol-Caseneuve ;
- 39 D 44 : Monistrol-Centre, Sainte-Sigolène ;
- 40 D 12 - D 47 (double demi-échangeur) : Monistrol-Le Pêcher, Monistrol-Les Moletons, Bas-en-Basset.

#### Desserte ferroviaire
La commune est située sur la ligne de Saint-Étienne-Châteaucreux au Puy. La gare de l'agglomération monistrolienne, située sur la commune voisine de Bas-en-Basset, porte le nom de Gare de Bas-Monistrol.
Elle est desservie par 20 TER quotidiens, vers les directions de :
- Saint-Étienne-Châteaucreux (correspondances TGV Sud-Est) ;
- Lyon-Part-Dieu (correspondances TGV Sud-Est) ;
- Lyon-Perrache (correspondances TGV Sud-Est) ;
- Le Puy (correspondances TER Auvergne).

Certains écarts du sud de la commune de Monistrol (Pont-de-Lignon, Chazelles, etc.), sont toutefois desservis par la halte de Pont-de-Lignon, située sur la commune voisine de Beauzac.

#### Desserte par les transports en commun
La ville est desservie par le réseau des Transports interurbains de voyageurs du conseil général de la Haute-Loire :
- ligne 27[22] : Tiranges - Saint-Pal-de-Chalencon - Monistrol ;
- ligne 28[23] : Saint-Étienne - Monistrol - Bas-en-Basset - Beauzac ;
- ligne 30[24] : Le Puy-en-Velay - Yssingeaux - Saint-Étienne.

## Toponymie
Le nom de Monistrol provient du latin Monasteriolum, Monastrolium. Sur l'origine du nom, Géraud Lavergne  indique que « monasteriolum désigne à l'époque carolingienne un cœnobiolum, un petit monastère, l'obédience d'une abbaye plus importante. Ce nom n'est pas moins répandu en toponymie que monasterium. La forme du latin vulgaire, monisteriolum, dans lequel l'accent a été avancé sur l' o ouvert du suffixe, est commune à la France du Midi, du Centre et de l'Est. On la trouve fixée dans Ménestérol (Dordogne), autrefois Monesterol. L'affaiblissement de la semitonique en e et l'élision du second e atone au XIIIe siècle a amené une série de formes dans lesquelles la tonique reste o, se diphtongue en -ue, eu (réduit à u), ou passe à -au : Monistrol (Haute-Loire), Monestrol (Aude, Haute-Garonne), Menétrol (Puy-de-Dôme), Menétréol (Cher), Menetréols (Indre), Menetreuil (Saône-et-Loire), Menestruel (Ain), Menetreux (Côte-d'Or), Menetru (Jura), Menestreau (Loiret, Nièvre) et Menétreau (Cher, Nièvre) » (« Les noms de lieux d'origine ecclésiastique », Revue d'histoire de l'Église de France, 1929, vol. 15, no 66, p. 31-49).
En occitan le nom de la ville est Monistròl prononcé localement [muni'trɛʊ] , [munistrɔ].

## Histoire

### Antiquité et Moyen Âge
Plusieurs découvertes archéologiques attestent de l'occupation de cette zone à l'époque gallo-romaine. L'une d'elles a mis en lumière l'existence; au lieu-dit La Borie, d'une exploitation agricole qui produisait de la poix, servant entre autres, à calfater les bateaux. Dans un article récent, l'archéologue et docteur en histoire Pierre-Eric Poble propose une origine gallo-romaine au site de Monistrol. Selon ses recherches, il est possible qu'un sanctuaire dédié à Mars Vorocius ait été l'ancêtre du petit monastère installé en ce lieu pendant le haut Moyen Âge. Selon les hypothèses présentées dans cet article, à l'époque gallo-romaine, le site de Monistrol se trouvait aux confins du territoire de la cité des Vellaves. Une localisation qui correspond assez bien avec la présence d'ateliers de péjassiers (poix) mise en évidence par l'archéologie.
Monastrolium, déformation du mot savant Monasteriolum, petit monastère, se développe dès le haut Moyen Âge. La ville abrite depuis le IXe siècle les reliques de saint Marcellin, évangélisateur du Velay oriental, qui attirent de nombreux pèlerins. Seigneurs de la cité après la Huitième Croisade (1270), les évêques du Puy font du château (des évêques) leur résidence d'été. Jean de Bourbon le fait considérablement transformer et le dote d'une grosse tour aux dimensions exceptionnelles. Un second château, ou plutôt une maison-forte, dit de Flachat, fut bâti à une époque indéterminée mais certainement très ancienne, et fut occupé par les familles de Flachat, de Beget, Charbonnel, Néron-Bancel. Remanié au fil des siècles, il est toujours habité. Fin du XIIe - début du XIIIe siècle fut construit le château de Paulin, dont il ne reste que quelques ruines. Un souterrain en part et "se perd dans la campagne". Le château de Foletier fut et est toujours la propriété de la famille Jourda de Vaux, et date du XVe siècle. Médiéval fut le château de La Rivoire basse (anciennement appelé château de Chambon), en un lieu  aujourd'hui sur le territoire de la commune de La Chapelle-d'Aurec, mais dont il ne reste absolument rien. Médiévale aussi fut la muraille entourant Monistrol, dont il ne reste aujourd'hui que la tour de l'Arbret. À ce qui semble donc, dès le Moyen Âge la ville fut plutôt bien protégée contre l'attaque d'éventuels ennemis, ce qui sans doute lui a permis d'échapper au fil des siècles à nombre de problèmes.
En 1300, Monistrol est la deuxième ville du Velay. En 1309 elle est dotée d'un chapitre de chanoines par l'évêque Bernard de Castanet. Ses consuls, administrateurs municipaux, siègent régulièrement aux États du Velay.
Peste noire de 1347 à 1350. Le Velay perd le quart de sa population.
En 1361, malgré ses défenses, Monistrol tombe aux mains de "routiers" venus de Pont-Saint-Esprit et commandés par Seguin de Badefol. On ne sait exactement combien de temps ils occupèrent le lieu, mais ils  ravagèrent la région, dont le bourg de Montfaucon-en-Velay et l'abbaye de Doue.

### De la Renaissance à 1800
Pendant les guerres de Religion, la ville de l'évêque Antoine de Sénecterre résiste aux assauts huguenots, avant d'être occupée par les troupes du gouverneur ligueur Antoine de Saint-Vidal (1590). L'évêque Jacques de Serres ne peut rentrer dans ses droits, après arrêt du Parlement de Paris, que sur ordre exprès d'Henri IV, en 1597.
En 1629 le Velay subit un nouvel assaut de la peste, qui aurait fait 16 000 morts. Sur le territoire de Monistrol, les grottes et souterrains éloignés des habitations sont transformés en lazarets, mais mis à part cet épisode, les (XVIIe – XVIIIe siècle) font plutôt figure d'âge d'or pour la ville. Humaniste, amoureux des lieux, l'évêque Armand de Béthune, neveu de Sully, enrichit alors le château (des évêques) et le parc adjacent, et attire des artistes comme le sculpteur Pierre Vaneau. Le chantier est poursuivi par ses successeurs comme Geoffroy-Maurice de Conflans ou Marie-Joseph de Galard de Terraube. À la même époque, la ville se modernise et s'étend, de nouveaux axes sont tracés, hôpital et école sont reconstruits. L'église, qui date du milieu du XIIe siècle, mais qui fut bâtie en remplacement d'un bâtiment plus ancien, fait l'objet d'importants travaux et est dotée d'un clocher en 1657. Des béates s'installent dans la ville et ses hameaux au XVIIe siècle, et subsisteront jusqu'au début du XXe siècle.
Le 17 avril 1634, six ursulines s'installent dans un monastère nouvellement construit, qui s'agrandit ensuite, mais une partie des bâtiments est vendue en 1793, puis est rachetée en 1822 pour le retour des religieuses.
Le couvent est en partie bâti sur les anciens remparts de Monistrol, bien visible sur la place du Vallat et la chapelle abrite le retable en bois doré de La Mort de Saint-Joseph, chef-d'œuvre du sculpteur Pierre Vaneau (XVIIe siècle).
Ces religieuses sont vouées à l'enseignement, la dernière enseignante en primaire (Sœur Marie-Noëlle) arrêtera dans les années 1980, elles seront encore longtemps présentes en aide "logistique" auprès des enseignants.
Il y avait environ une trentaine de cellules (noms donnés aux chambres individuelles des religieux/religieuses) qui n'ont jamais été occupées en totalité depuis 1949.
Le couvent est désormais fermé, les locaux transférés à l'école Notre Dame du Château.
De 1720 ou 1730 jusqu'à 1794, fonctionne une mine de plomb au lieu-dit La Borie, exploitée par un Autrichien marié à une Française, nommé "François de Blumeinstein", qui avait obtenu de Louis XV en 1717 l'autorisation d'exploiter un filon à Saint-Julien-Molin-Molette, puis qui conduisit de nombreuses prospections et exploitations minières dans l'Est du Massif central. Une tentative de reprise de l'exploitation fut entreprise en 1901, mais fut jugée non rentable.
Est bâti au XVIIIe siècle le château de Martinas, qui est agrandi en 1890.
Plutôt acquise aux idées de la Révolution, Monistrol voit cependant la sous-préfecture lui échapper.

### De 1800 à aujourd'hui
L'industrie, en particulier textile et métallurgique, se développe largement au XIXe siècle. L'électricité, produite sur le Lignon, arrive sur la commune en 1893. En 1906, la population est d'environ 7 500 habitants, mais elle est descendue à 3617 en 1946, pour commencer à remonter à partir des années 1960.
Le monument aux morts de la commune porte les noms de cent-quatre-vingt-treize de ses enfants tombés aux champs d'honneur lors de la Première Guerre mondiale (184 morts) et 9 lors de la seconde.

## Politique et administration

### Découpage territorial
La commune de Monistrol-sur-Loire est membre de la communauté de communes Marches du Velay-Rochebaron, un établissement public de coopération intercommunale (EPCI) à fiscalité propre créé le 27 décembre 2016 dont le siège est à Monistrol-sur-Loire. Ce dernier est par ailleurs membre d'autres groupements intercommunaux.
Sur le plan administratif, elle est rattachée à l'arrondissement d'Yssingeaux, au département de la Haute-Loire, en tant que circonscription administrative de l'État, et à la région Auvergne-Rhône-Alpes.
Sur le plan électoral, elle dépend du canton de Monistrol-sur-Loire pour l'élection des conseillers départementaux, depuis le redécoupage cantonal de 2014 entré en vigueur en 2015, et de la première circonscription de la Haute-Loire   pour les élections législatives, depuis le redécoupage électoral de 1986.

### Tendances politiques et résultats
Les personnalités exerçant une fonction élective dont le mandat est en cours et en lien direct avec le territoire de la commune de Monistrol-sur-Loire sont les suivantes :
| Élection        | Territoire           | Titre                         | Nom               | Début de mandat | Fin de mandat |
| --------------- | -------------------- | ----------------------------- | ----------------- | --------------- | ------------- |
| Municipales     | Monistrol-sur-Loire  | Maire                         | Jean-Paul Lyonnet | 2020            | 2026          |
| Cantonales      | Monistrol-sur-Loire  | Conseiller général            | François Berger   | 27 mars 2011    | 2015          |
| Législatives    | 1re circonscription  | Député                        | Laurent Wauquiez  | 10 juin 2012    | juin 2017     |
| Régionales      | Auvergne-Rhône-Alpes | Président du conseil régional | René Souchon      | 18 janvier 2006 | 2015          |
| Présidentielles | France               | Président de la République    | Emmanuel Macron   | 7 mai 2017      | mai 2022      |

### Élections municipales et communautaires

#### Élections de 2020
| Tête de liste | Tête de liste     | Suffrages | Pourcentage | CM | CC |
| ------------- | ----------------- | --------- | ----------- | -- | -- |
|               | Jean-Paul Lyonnet | 1780      | 57,84 %     | 23 | 9  |
|               | Robert Valour     | 1297      | 42,15 %     | 6  | 2  |

Le conseil municipal de Monistrol-sur-Loire, commune de plus de 1 000 habitants, est élu au scrutin proportionnel de liste à deux tours (sans aucune modification possible de la liste), pour un mandat de six ans renouvelable. Compte tenu de la population communale, le nombre de sièges à pourvoir lors des élections municipales de 2020 est de 29. Les vingt-neuf conseillers municipaux sont élus au premier tour avec un taux de participation de 44,7 %, se répartissant en vingt-trois issus de la liste conduite par Jean-Paul Lyonnet et six issus de celle de Robert Valour.
Jean-Paul Lyonnet, maire sortant, est réélu pour un nouveau mandat le 26 mai 2020.
Les onze sièges attribués à la commune au sein du conseil communautaire de la communauté de communes Marches du Velay-Rochebaron se répartissent en : liste de Jean-Paul Lyonnet (9) et liste de Robert Valour (2).

#### Liste des maires
| Période | Période                    | Identité          | Étiquette            | Qualité                                                |
| ------- | -------------------------- | ----------------- | -------------------- | ------------------------------------------------------ |
| 1944    | 1946                       | Camille Pernel    |                      | Hôtelier-restaurateur                                  |
| 1946    | 1959                       | Jean Guillaumond  | Gauche indépendante  | Retraité des chemins de fer                            |
| 1959    | 1971                       | Jean Vialatte     | Républicain national | Secrétaire de la coopérative agricole                  |
| 1971    | 1983                       | Georges Boscher   | DVD                  | Agent d'assurances                                     |
| 1983    | 1988                       | Joannès Laval     | RPR                  | Expert-comptable                                       |
| 1988    | 1989                       | Yves Néron-Bancel | DVD                  | Ingénieur                                              |
| 1989    | 2008                       | Guy Granger       | RPR puis UMP         | Professeur en classes préparatoires Conseiller général |
| 2008    | 2014                       | Robert Valour     | DVG puis PS          | Professeur des écoles                                  |
| 2014    | En cours (au 15 juin 2020) | Jean-Paul Lyonnet | DVD                  | Agriculteur                                            |

### Vie intercommunale et cantonale
La commune est le siège de la communauté de communes Marches du Velay-Rochebaron, présidée par Louis Simonnet, maire des Villettes (SE), et appartient au  Pays de la Jeune Loire et de ses rivières, qui regroupe le nord-est de la Haute-Loire.
Monistrol est également le chef-lieu du canton de Monistrol-sur-Loire, jadis fief du député M. Jean Proriol, maire de Beauzac (RI puis UDF-PR), remplacé en 1992 par M. Guy Granger (RPR puis UMP). Le maire de La Chapelle-d'Aurec, M. François Berger (NC), lui succède en 2011, au terme du duel l'ayant opposé à M. Robert Valour.

### Finances communales
La commune de Monistrol-sur-Loire faisant partie d'un établissement public de coopération intercommunale à fiscalité propre, la communauté de communes Marches du Velay-Rochebaron, son budget ne reflète qu'imparfaitement la réalité de la fiscalité locale en raison des transferts de dépenses de fonctionnement et d'investissement vers l'EPCI, d'une part, et de la perception par l'intercommunalité du produit de la fiscalité professionnelle (la contribution économique territoriale), d'autre part. Ainsi, diverses ressources fiscales sont prélevées au niveau communautaire, et de nombreuses dépenses sont également effectuées à ce niveau.
En 2020, le budget communal principal s'équilibrait à 13 271 000 € dont 9 757 000 € en section de fonctionnement et 3 514 000 € en investissement. La part d'impôts locaux dans les produits de fonctionnement s'établissait à 41,43%, contre 45,00 % pour la strate de communes équivalente, avec des taux d'imposition fixés à 13,44 % pour la taxe d'habitation (y compris THLV), 13,21 % et 68,23 % pour la taxe foncière sur le bâti et le non-bâti. Par ailleurs l’encours de la dette communale est relativement élevé, puisqu’il s’établit à 943 €/habitant contre 802 €/habitant pour la strate.

### Jumelages
Monistrol est jumelée avec  Monistrol de Montserrat (Espagne), en Catalogne, depuis 1994.

## Équipements et services publics

### Enseignement

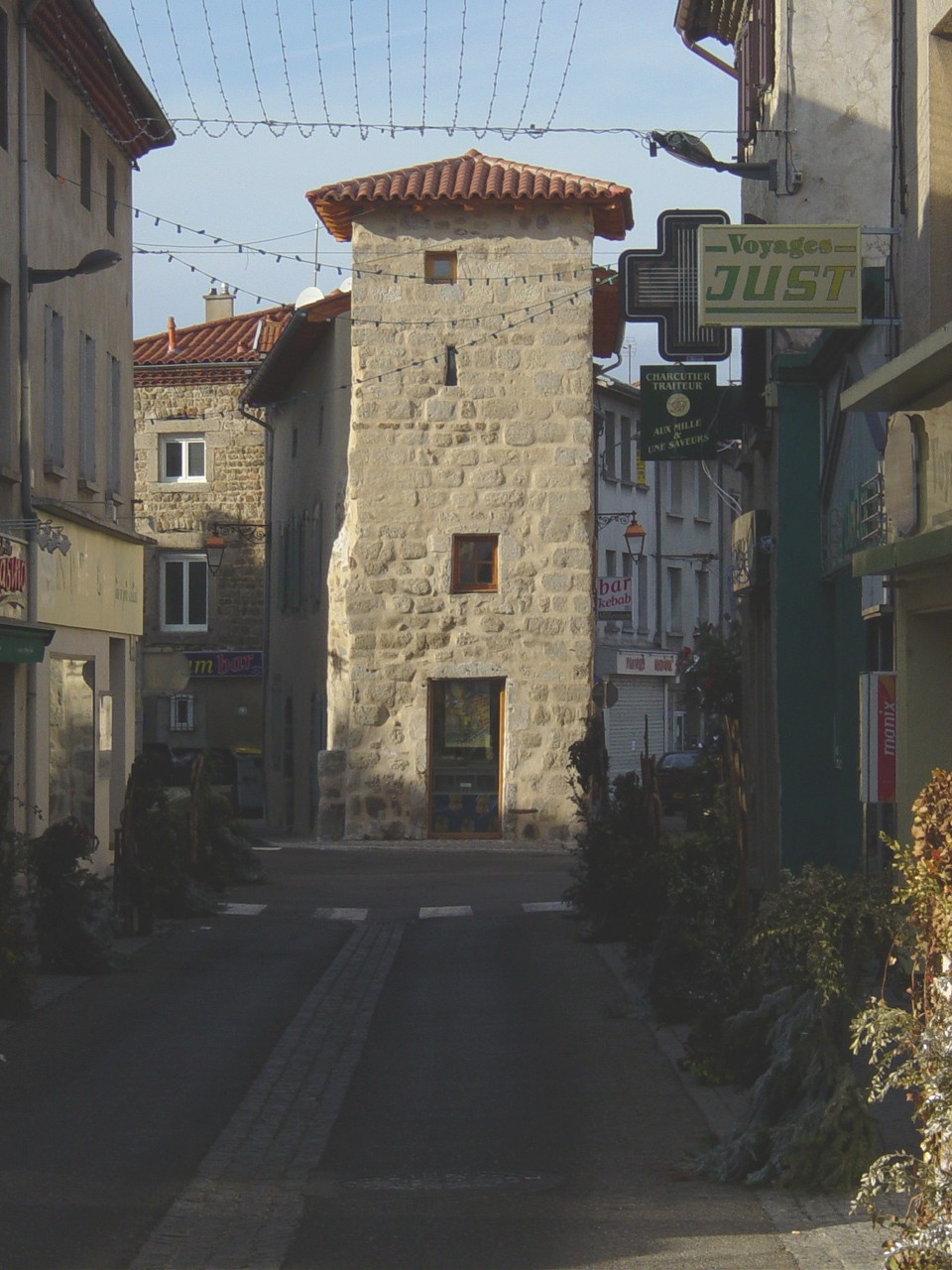
Le donjon, récemment restauré.

Avec l'ouverture du lycée Léonard-de-Vinci en 1994, qui s'ajoute au lycée Notre-Dame-du-Château, Monistrol est devenu un important centre scolaire, qui accueille plus de 4 100 élèves, de la maternelle à bac +2.
| Établissements    | Publics                                                | Privés sous contrat avec l'État                                                                                |
| ----------------- | ------------------------------------------------------ | --- |
| Maternelles       | • Prévescal • Kersonnier Albert-Jacquard               | • Notre-Dame-du-Château                                                                                        |
| Primaires         | • Prévescal • Kersonnier Albert-Jacquard               | • Notre-Dame-du-Château                                                                                        |
| Collèges          | • Collège du Monteil                                   | • Collège Notre-Dame-du-Château                                                                                |
| Lycées            | • Lycée Léonard-de-Vinci (général et technologique)    | • Lycée Notre-Dame-du-Château (général et technologique) • Lycée professionnel privé (industriel et tertiaire) |
| Post-baccalauréat | • BTS commercialisation de produits (Léonard-de-Vinci) | • BTS assistant technique d'ingénieur (Notre-Dame-du-Château)                                                  |

Parmi les anciens élèves célèbres des établissements scolaires de Monistrol, il faut mentionner la figure d'Hubert Beuve-Méry, pensionnaire au lycée Notre-Dame-du-Château (considéré aussi comme un asile) au début des années 1920 et futur fondateur du quotidien Le Monde à la Libération (1944), ou celle du député Jean Proriol.

## Population et société

### Démographie
Après un déclin continu dans la première moitié du XXe siècle, la population monistrolienne connaît une forte expansion depuis 30 ans. Le nombre d'habitants a progressé de plus de 41 % entre 1982 et 1999. L'évolution démographique repose essentiellement sur l'attractivité migratoire, avec 1 020 habitants supplémentaires durant la période intercensitaire. Un autre fait marquant est la surreprésentation des 0-19 ans (28,7 % à Monistrol contre 24,6 % au niveau national) et des familles (ménages de 4 personnes et plus) dans la population.
Plusieurs étapes jalonnent ce développement : la construction par le maire Joannès Laval du Domaine de La Rivoire (1972), l'aménagement en voie rapide de la RN 88, qui place la ville à 20 minutes de Saint-Étienne, et l'ouverture en 1994 du lycée Léonard-de-Vinci, unique lycée public de l'arrondissement. Cette croissance s'est accélérée sous la mandature de Guy Granger. Elle n'est pas sans nécessiter la création de nouveaux équipements, comme les écoles ou crèches ; surtout elle pose aujourd'hui des problèmes aigus de circulation dans le centre, réduit et contraint par les dénivellations. Une des solutions a été la déconcentration des activités commerciales dans des zones périphériques (zonage fonctionnel). L'expansion urbaine s'effectue principalement sur le mode pavillonnaire. La périurbanisation a profondément modifié l'aspect d'une commune autrefois rurale et industrielle. Aux fermes, aux quartiers d'artisanat et d'industrie ont succédé les lotissements. Certains n'hésitent pas à parler de mitage.

#### Évolution démographique
L'évolution du nombre d'habitants est connue à travers les recensements de la population effectués dans la commune depuis 1793. Pour les communes de moins de 10 000 habitants, une enquête de recensement portant sur toute la population est réalisée tous les cinq ans, les populations de référence des années intermédiaires étant quant à elles estimées par interpolation ou extrapolation. Pour la commune, le premier recensement exhaustif entrant dans le cadre du nouveau dispositif a été réalisé en 2007.

En 2022, la commune comptait 8 874 habitants, en évolution de +1,35 % par rapport à 2016 (Haute-Loire : +0,36 %, France hors Mayotte : +2,11 %).
| 1793  | 1800  | 1806  | 1821  | 1831  | 1836  | 1841  | 1846  | 1851  |
| ----- | ----- | ----- | ----- | ----- | ----- | ----- | ----- | ----- |
| 3 923 | 3 913 | 4 048 | 3 930 | 4 145 | 3 825 | 3 975 | 4 431 | 4 619 |

| 1856  | 1861  | 1866  | 1872  | 1876  | 1881  | 1886  | 1891  | 1896  |
| ----- | ----- | ----- | ----- | ----- | ----- | ----- | ----- | ----- |
| 4 752 | 4 473 | 4 781 | 4 452 | 4 722 | 4 703 | 4 850 | 4 719 | 4 918 |

| 1901  | 1906  | 1911  | 1921  | 1926  | 1931  | 1936  | 1946  | 1954  |
| ----- | ----- | ----- | ----- | ----- | ----- | ----- | ----- | ----- |
| 4 931 | 5 087 | 5 008 | 4 481 | 4 487 | 4 305 | 4 116 | 3 829 | 4 063 |

| 1962  | 1968  | 1975  | 1982  | 1990  | 1999  | 2006  | 2007  | 2012  |
| ----- | ----- | ----- | ----- | ----- | ----- | ----- | ----- | ----- |
| 4 020 | 4 265 | 4 607 | 5 143 | 6 180 | 7 451 | 8 444 | 8 582 | 8 789 |

| 2017  | 2022  | - | - | - | - | - | - | - |
| ----- | ----- | - | - | - | - | - | - | - |
| 8 718 | 8 874 | - | - | - | - | - | - | - |

#### Pyramide des âges
La population de la commune est relativement jeune.
En 2018, le taux de personnes d'un âge inférieur à 30 ans s'élève à 35,1 %, soit au-dessus de la moyenne départementale (31 %). À l'inverse, le taux de personnes d'âge supérieur à 60 ans est de 24,9 % la même année, alors qu'il est de 31,1 % au niveau départemental.
En 2018, la commune comptait 4 314 hommes pour 4 540 femmes, soit un taux de 51,28 % de femmes, légèrement supérieur au taux départemental (50,87 %).
Les pyramides des âges de la commune et du département s'établissent comme suit.
| Hommes | Classe d’âge | Femmes |
| ------ | ------------ | ------ |
| 0,5    | 90 ou +      | 1,5    |
| 5,7    | 75-89 ans    | 8,2    |
| 16,5   | 60-74 ans    | 17,3   |
| 21,8   | 45-59 ans    | 21,9   |
| 18,1   | 30-44 ans    | 18,2   |
| 17,3   | 15-29 ans    | 15,0   |
| 20,0   | 0-14 ans     | 18,0   |

| Hommes | Classe d’âge | Femmes |
| ------ | ------------ | ------ |
| 0,9    | 90 ou +      | 2,5    |
| 8,4    | 75-89 ans    | 11,7   |
| 20,4   | 60-74 ans    | 20,5   |
| 21,3   | 45-59 ans    | 20,3   |
| 16,8   | 30-44 ans    | 16,3   |
| 15,2   | 15-29 ans    | 13,2   |
| 17     | 0-14 ans     | 15,6   |

### Vie culturelle et associative
Le festival 7ème Art Jeunes Talents (anciennement intitulé Festival Tournez Jeunesse), qui a lieu la 3e semaine d’octobre de chaque année, à la particularité de récompenser les courts-métrages réalisés par les jeunes de moins de 25 ans,,.
Depuis 2003, une saison culturelle dédiée au spectacle vivant sous toutes ses formes est organisée par l'Office municipal de la culture, en partenariat avec la Comédie de Saint-Étienne. Des expositions et lectures, en particulier pour le jeune public, ont régulièrement lieu à la médiathèque municipale. Chaque année, les salons du château des Évêques abritent les célèbres GastrÔleries, "fêtes du vin et du mangement", le PrinTemps de lire et les expositions d'été sur un thème historique. Parmi les associations qui agissent dans le secteur culturel, la Société d'histoire de Monistrol et l'Association des Amis du Château.
La presse locale comprend un seul quotidien, La Tribune - Le Progrès (édition stéphanoise du Progrès de Lyon), et trois hebdomadaires, La Gazette de la Haute-Loire, le Renouveau (proche de l'évêché) et L'Éveil hebdo (proche de la majorité départementale).
Plus de 40 sports, de la natation à l'aïkido, peuvent être pratiqués dans les associations de la commune, regroupées au sein de l'Office municipal des sports (OMS), qui organise chaque année la Fête du sport (près de 4 000 participants en 2008)[réf. nécessaire].
L'Union sportive monistrolienne (USM, crée en 1945), l'Amicale des pêcheurs de Monistrol-Gournier et la Société de chasse sont les plus vieilles associations de la commune.

## Économie

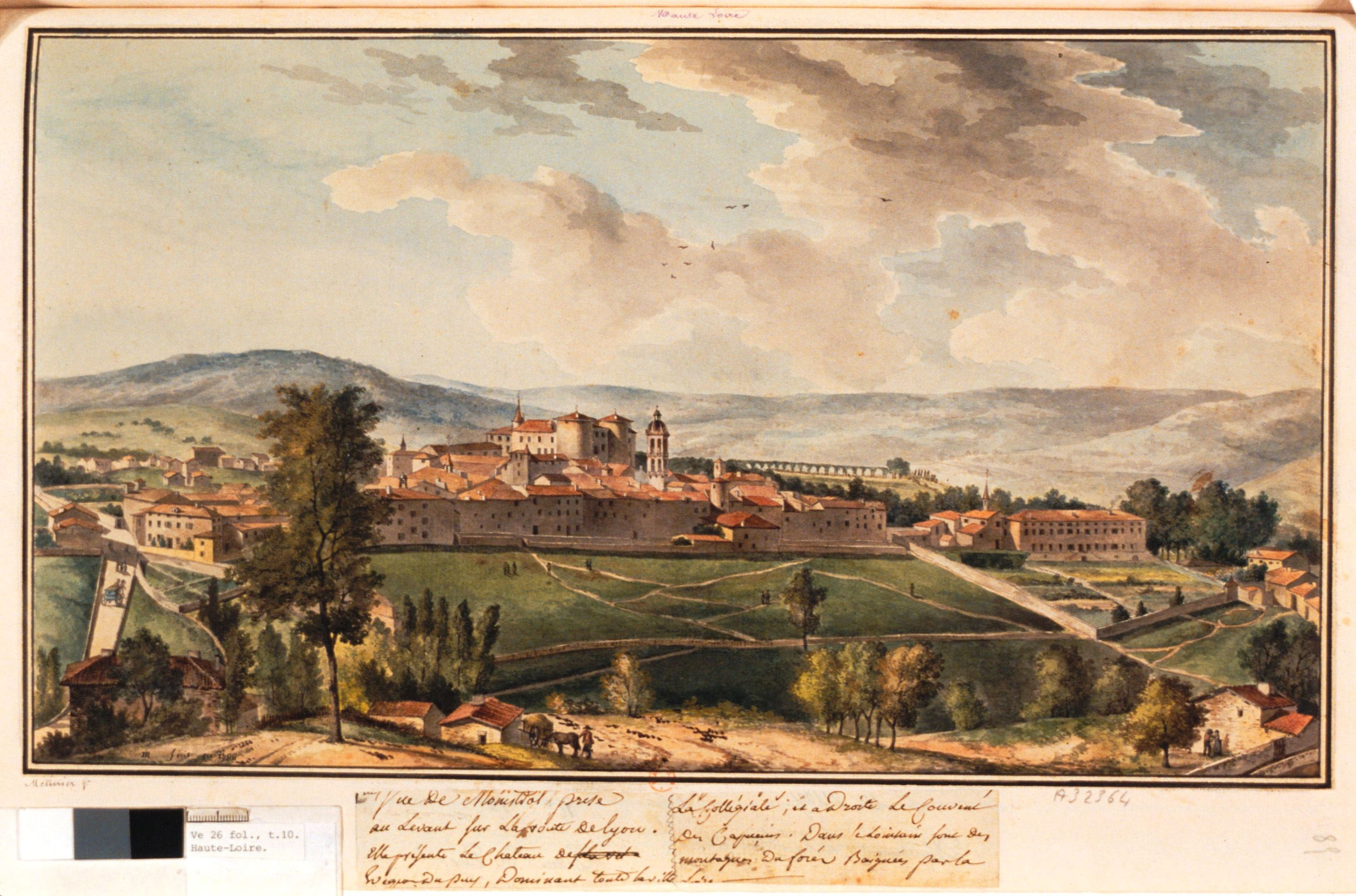
La cité à la veille de la Révolution, d'après le lavis de Louis Menier conservé à la Bibliothèque nationale (1788).

La proximité de deux foyers industriels, Lyon et surtout Saint-Étienne, a déterminé le développement précoce de l'industrie sur les plateaux du Velay, sans doute dès la fin du XVIIIe siècle. Le textile et la métallurgie, spécialisations dominantes, sont en effet des secteurs caractéristiques de la première industrialisation.
Tout au long du XIXe siècle, l'activité industrielle s'est implantée dans les gros bourgs du Nord-Est de la Haute-Loire, comme Sainte-Sigolène ou Saint-Didier-en-Velay. Il est difficile de distinguer la part de l'initiative locale et des donneurs d'ordre extérieurs, lyonnais et stéphanois, mais il est certain que la proximité a joué un rôle décisif, notamment pour les débouchés commerciaux.
À Monistrol, le tissage, la passementerie et la rubannerie étaient très répandus. Il s'agissait d'une activité essentiellement masculine, pratiquée sur de hauts métiers à tisser. Selon Yves Lequin, les produits étaient ensuite revendus à Lyon, centre de cette activité. L'entreprise Pierre Vacher en est un parfait exemple puisqu'elle exportait dans toute la France et même en Afrique du Nord ses rubans. L'industrie mécanique est quant à elle liée à Saint-Étienne. Elle se pratiquait dans des entreprises locales (Martouret, Clémenson, Massard[réf. à confirmer]) ou dans des filiales d'entreprises stéphanoises (Limouzin). Au début du XXe siècle, la boulonnerie, la coutellerie et l'industrie du cycle dominaient. La polyactivité des ouvriers, qui conservaient une activité agricole, s'est maintenue très tardivement. Contrairement à la région stéphanoise, on ne peut pas parler de formation d'un prolétariat en Velay. Les comportements politiques témoignent d'ailleurs de la faible implantation du communisme dans la Haute-Loire, région très marquée par le catholicisme social et le syndicalisme chrétien.
Cette industrie traditionnelle s'est maintenue jusqu'à la seconde moitié du XXe siècle, avant de décliner progressivement, favorisant ainsi l'exode rural et un lent déclin démographique. Une étape importante a été la fermeture des usines Martouret, principal employeur de Monistrol, à la fin des années 1980. Cependant sont, aujourd'hui encore, implantées dans la commune des entreprises de mécanique de précision, en particulier de décolletage (Lisi, Deville), et de rubannerie spécialisée (le leader mondial y a son siège).
Dans la seconde moitié du XXe siècle, le renouveau industriel est principalement le fait de la plasturgie. En 1955, Abel Barbier fonde à Sainte-Sigolène la première usine de plastiques. Cette commune proche de Monistrol est aujourd'hui le cœur d'un véritable système productif local, deuxième producteur de plastique français après Oyonnax. La plasturgie s'est implantée plus tardivement à Monistrol et elle est aujourd'hui critiquée pour son impact environnemental. Les Établissements Barbier n'en demeurent pas moins le principal employeur de la commune.
On ne peut parler à Monistrol, contrairement à Sainte-Sigolène, de mono-industrie. Le secteur des services domine en effet à Monistrol : commerce, éducation, banque et assurances, etc. L'importance de ces activités tertiaires est liée au développement démographique de la région, qui a imposé Monistrol comme capitale de la Marche du Velay. D'autre part, près du tiers des actifs monistroliens travaille dans la région stéphanoise avec la périurbanisation.
L'image de la montagne-atelier s'estompe ainsi progressivement.

### Revenus
En 2018, la commune compte 3 816 ménages fiscaux, regroupant 9 141 personnes. La médiane du revenu disponible par unité de consommation est de 22 700 € (20 800 € dans le département). 49 % des ménages fiscaux sont imposés (42,8 % dans le département).

### Emploi
| Division       | 2008  | 2013  | 2018  |
| -------------- | ----- | ----- | ----- |
| Commune        | 5,9 % | 5,9 % | 7,3 % |
| Département    | 6,3 % | 7,7 % | 7,7 % |
| France entière | 8,3 % | 10 %  | 10 %  |

En 2018, la population âgée de 15 à 64 ans s'élève à 5 540 personnes, parmi lesquelles on compte 76,7 % d'actifs (69,4 % ayant un emploi et 7,3 % de chômeurs) et 23,3 % d'inactifs,. Depuis 2008, le taux de chômage communal (au sens du recensement) des 15-64 ans est inférieur à celui de la France et du département.
La commune fait partie de la couronne de l'aire d'attraction de Saint-Étienne, du fait qu'au moins 15 % des actifs travaillent dans le pôle,. Elle compte 4 099 emplois en 2018, contre 3 761 en 2013 et 3 300 en 2008. Le nombre d'actifs ayant un emploi résidant dans la commune est de 3 867, soit un indicateur de concentration d'emploi de 106 % et un taux d'activité parmi les 15 ans ou plus de 59,5 %.
Sur ces 3 867 actifs de 15 ans ou plus ayant un emploi, 1 435 travaillent dans la commune, soit 37 % des habitants. Pour se rendre au travail, 88,4 % des habitants utilisent un véhicule personnel ou de fonction à quatre roues, 1,4 % les transports en commun, 6,7 % s'y rendent en deux-roues, à vélo ou à pied et 3,4 % n'ont pas besoin de transport (travail au domicile).

## Culture locale et patrimoine

### Lieux et monuments

#### Château des Évêques-du-Puy

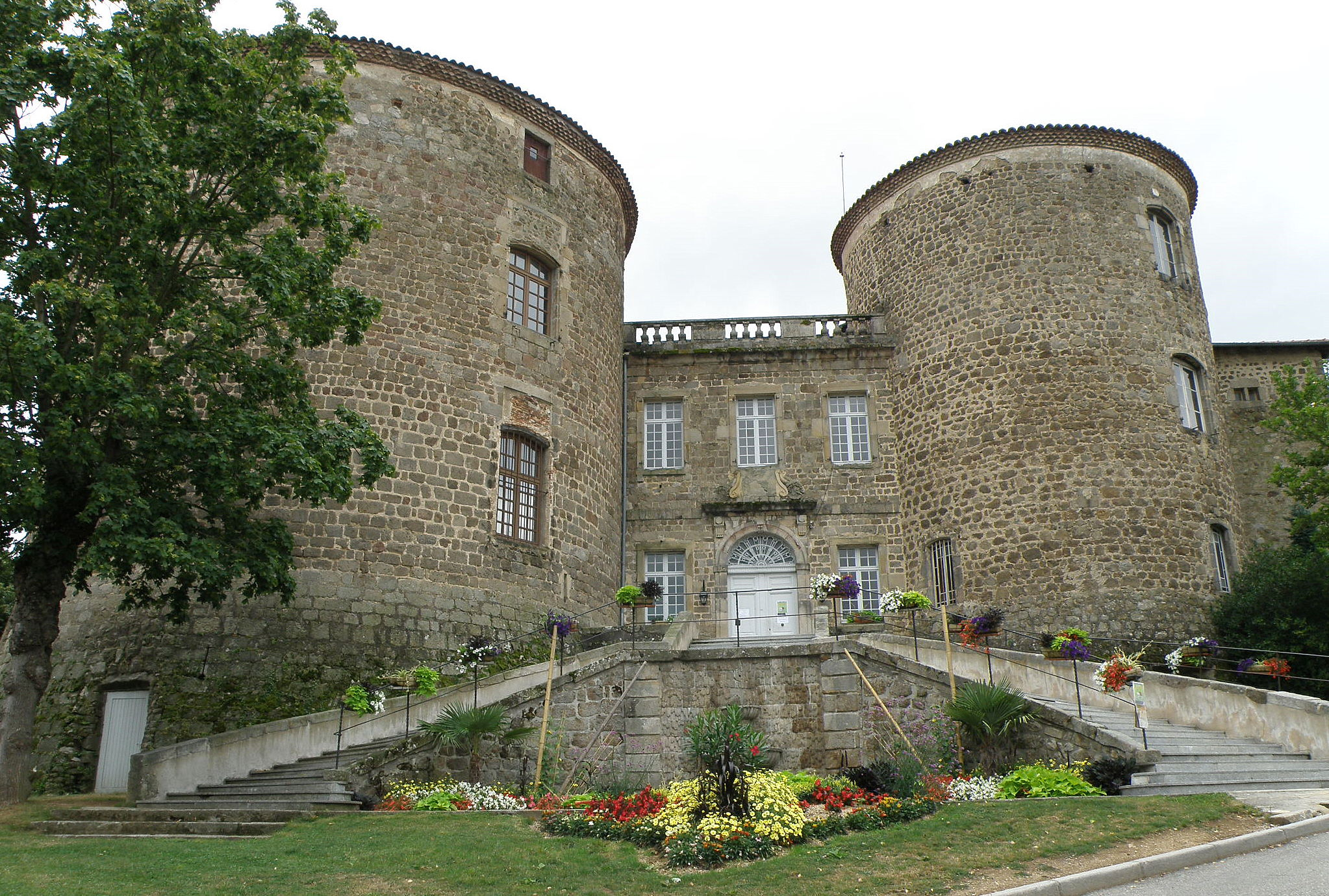
Château des Évêques.

Dominant la vieille ville et le ruisseau de Piat, le Château des Évêques-du-Puy est le principal monument de la commune. Construit du XIIIe au XVIIIe siècle, il sert de résidence aux évêques du Puy jusqu'à la Révolution. Il abrite aujourd'hui l'Office de tourisme, l'association de Amis du Château et la Société d'histoire de Monistrol avec des salles d'exposition. De son parc classique, qui comprenait autrefois un vaste parc avec un jardin botanique, un temple et des statues, ne subsistent aujourd'hui que les allées.

#### Château de Martinas

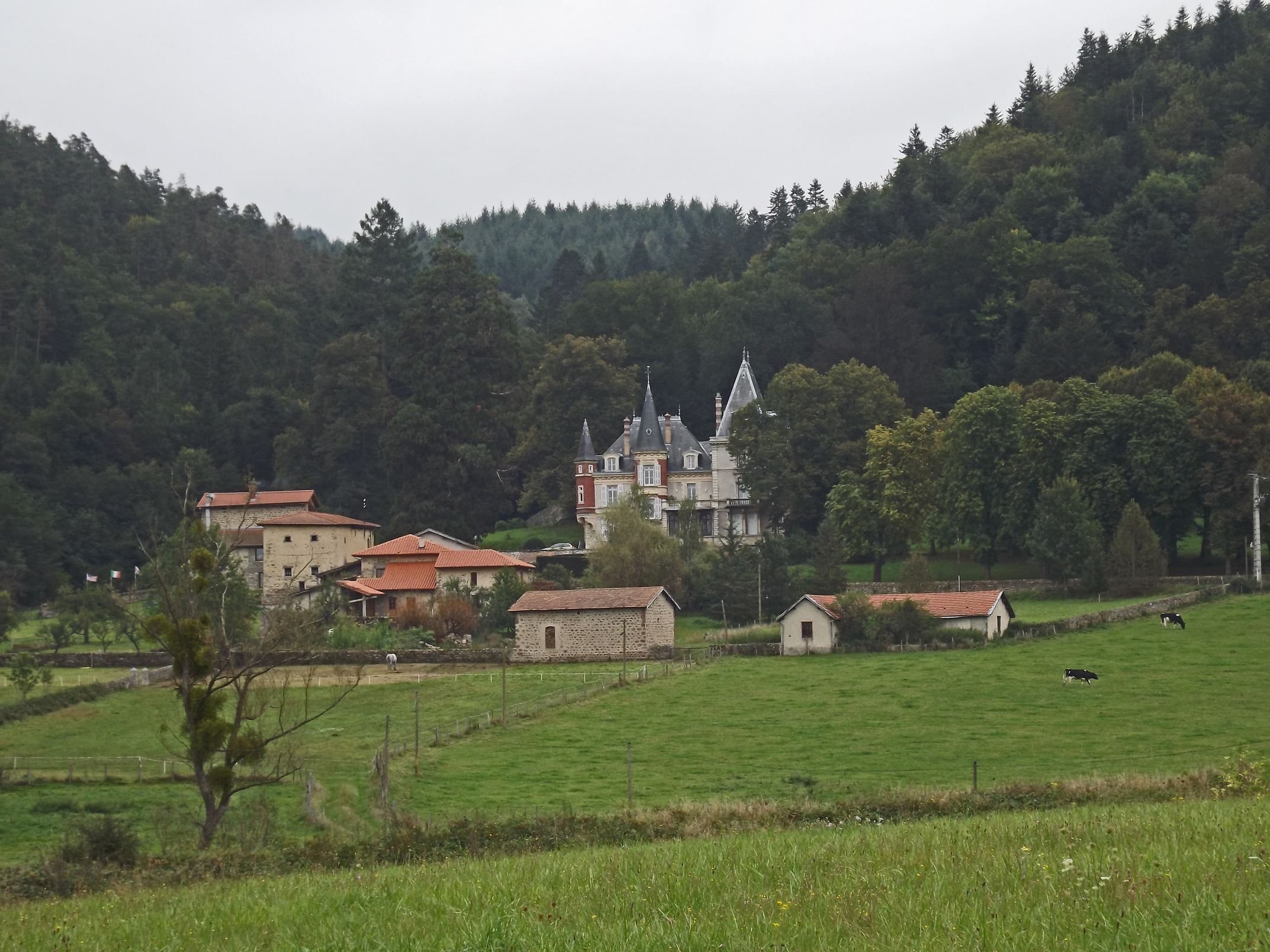
Château de Martinas.

Le château construit aux XVIIIe et XIXe siècles, est inscrit au titre des monuments historiques par arrêté du 19 mai 2003.

#### Église Saint-Marcellin

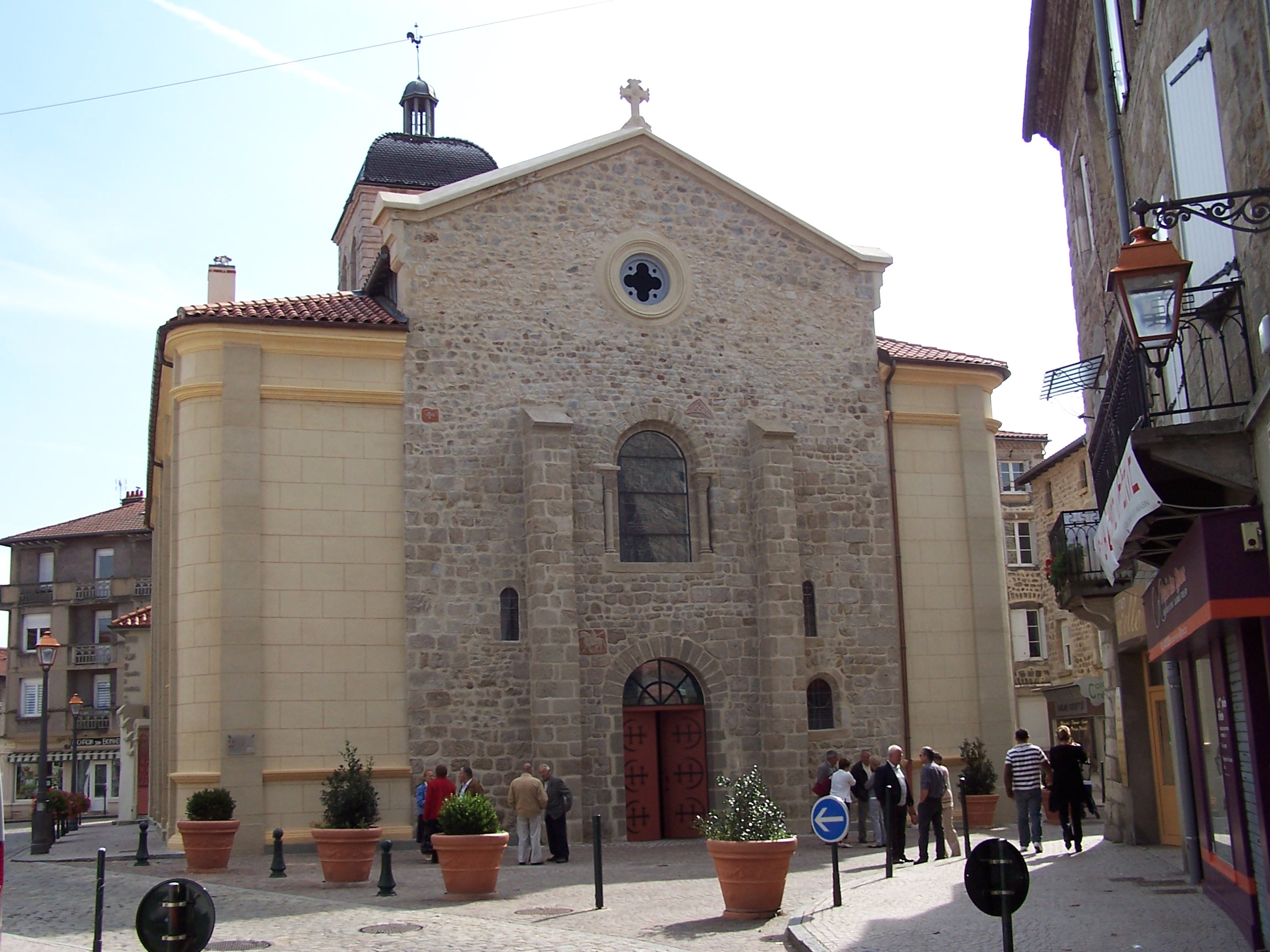
Vue de la façade avant de l'église Saint-Marcellin.

L'église ou Collégiale Saint-Marcellin, est située dans le centre historique de Monistrol-sur-Loire, elle date du XIIe siècle, elle a connu sa dernière restauration en 2012.
- D'autres monuments rappellent l'ancienne emprise des évêques sur la ville, comme le couvent des Ursulines[83], dont l'austère façade classique abrite le retable en bois doré de La Mort de Saint-Joseph, chef-d'œuvre du sculpteur Pierre Vaneau (XVIIe siècle)[84], le couvent des Sœurs de Saint-Joseph[85], ou l'ancien couvent des Capucins[86], jadis petit séminaire de Monistrol[87], abritant aujourd'hui un lycée[88].
- Le Donjon, ancien corps de garde de la porte de l'Arbret[89], est un des derniers vestiges du mur de ville, chargé de protéger certains quartiers comme celui du Château, aujourd'hui très dégradé. Malgré tout, de nombreux efforts sont entrepris pour mettre en valeur ce patrimoine : Monistrol a ainsi obtenu sa deuxième fleur au concours des villes et villages fleuris, et un parcours-découverte[90] a été aménagé.

#### Dans la commune

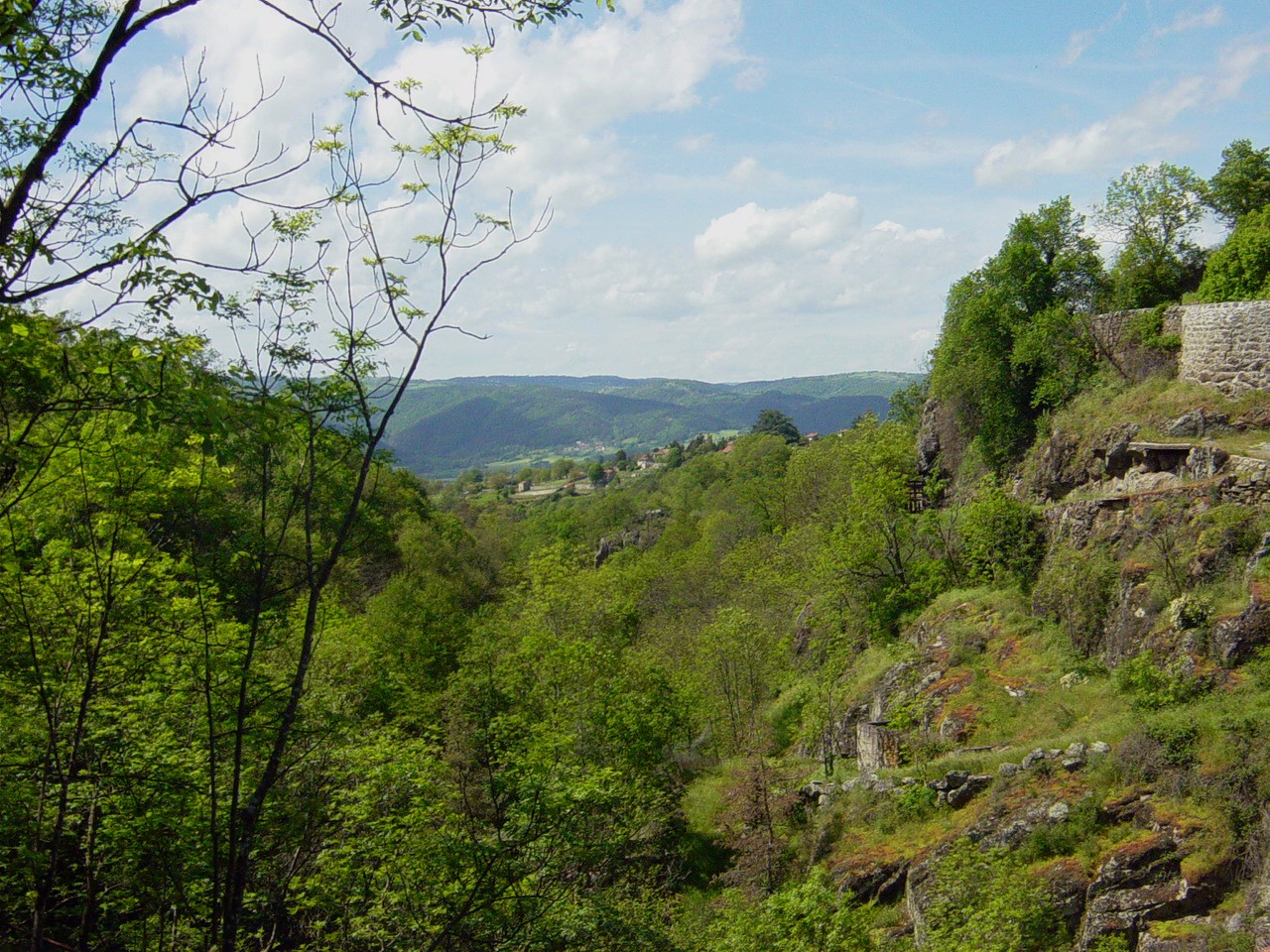
Les gorges de Bilhard.

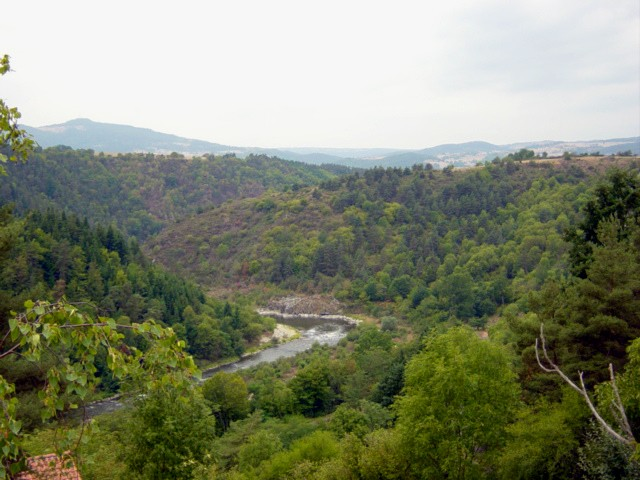
La Loire à Gournier, vers l'aval.

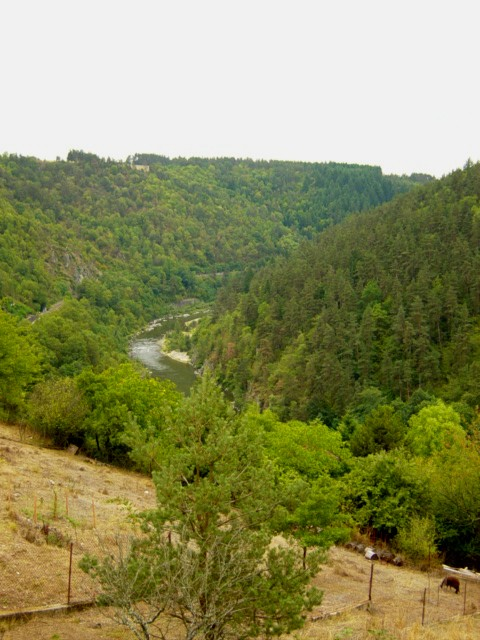
La Loire à Gournier, vers l'amont.

Le ruisseau du Piat s'écoule dans les Gorges de Bilhard, théâtre d'une légende confrontant un ermite au diable Billard, avant de se jeter dans la Loire. Le fleuve traverse une partie de la commune dans des gorges très encaissées.
Plusieurs châteaux sont situés dans les villages de la commune : château du Chambon, ruiné (reste la tour), château du Flachat (possession des Béget, des Charbonnel, enfin de la famille Néron-Bancel depuis le XIXe siècle), château de Martinas (familles Bayle puis Néron-Bancel), château de Foletier (famille Jourda de Vaux), qui abrite chaque été un festival de piano, château du Betz (famille de Charbonnel) et château de Paulin, ruiné.

### Personnalités liées à la commune
- Jean de Bourbon (v.1413-1485), évêque du Puy, restaure le château et fait bâtir la grosse tour.
- Le pasteur Jean Chassanion (1531-1598), né à Monistrol et mort à Genève, est l'auteur d'œuvres apologétiques inspirées des écrits de Calvin et d'une Histoire des Albigeois[91].
- Antoine de Senneterre (+1561-1592), évêque du Puy, restaure le château et protège la ville durant les guerres de religion.
- Armand II de Béthune (1635-1703), neveu de Sully, est nommé en 1661 évêque du Puy. Amoureux des lieux, il donne au château et à son parc leur visage classique au fil d'incessants travaux. Honnête homme, il s'entoure de l'architecte Coppin et de l'érudit Théodore de Champigny (auteur de l'Histoire de l'église angélique de Notre-Dame du Puy), tous deux ermites dans les Gorges de Bilhard, et fait appel à des artistes de talent.
- Pierre Vaneau (1653-1694). Sculpteur né à Montpellier, il s'installe dans la cité à l'invitation de l'évêque et y réalise La Mort de Saint-Joseph, retable en bois doré de la Chapelle des Ursulines[92].
- Le  de Jourda de Vaux (1703- 1787), fréquente l'école de Monistrol et le château de Foletier, une des demeures familiales. Vainqueur et gouverneur de la Corse, Maréchal de France.
- L'historien érudit Augustin Simon Irailh (1717-1794), auteur de Querelles littéraires, est brièvement chanoine au chapitre de la Collégiale Saint-Marcellin.
- Le conventionnel Bonet de Treyches (1757-1828) est juge de paix à Monistrol avant de devenir directeur de l'Opéra de Paris.
- Armand de Charbonnel (1802-1891), né à Monistrol, est le premier évêque de Toronto (Canada), puis grand prédicateur capucin.
- Les poètes monistroliens Hippolyte de Chabron (1806-1883)[93] et Eugène David (1876-1956), auteur des Fleurs vellaves et stéphanoises, soulignent la beauté discrète d'une cité classique devenue industrielle. En revanche, le chansonnier Rémi Doutre (XIXe siècle) ne fait que peu de références à sa ville de naissance[réf. nécessaire].
- Marie Étienne Emmanuel Bertrand de Chabron (1806-1889), général issu d'une des plus vieilles familles monistroliennes, s'illustre lors de la prise de Constantine et la guerre de Crimée. Député de la Haute-Loire (1871-1875), sénateur inamovible (1875-1889). Il est mort à Monistrol.
- L'homme politique Édouard Néron (1867-1945), est membre d'une longue lignée de notables monistroliens, bienfaiteurs de la ville, la famille Néron-Bancel. Maire à la Belle Époque, il parvient à devenir député puis sénateur de la Haute-Loire sous l'étiquette de la Fédération républicaine[réf. nécessaire].
- Jean Mauras (1894-1965) : instituteur, militant communiste et syndicaliste, résistant et membre du Comité Départementale de la Libération, secrétaire de la section communiste de Monistrol à partir de 1962[94].
- Le journaliste Hubert Beuve-Méry (1902-1989), journaliste, fondateur du quotidien Le Monde et du mensuel Le Monde diplomatique, fut élève du lycée Notre-Dame-du-Château peu après la Première Guerre mondiale[réf. nécessaire].
- M. Maurin, instituteur à Monistrol-sur-Loire, membre du Syndicat national des instituteurs, fut le premier délégué départemental de la Mutuelle assurances automobiles des instituteurs de France de 1937 à 1967[95].
- Le footballeur Yvan Bourgis (1979-) est né à Monistrol.
- Cédric Grolet (1985-), meilleur chef pâtissier du monde 2018 et chef pâtissier du Meurice, a grandi dans le village de Praisles à Monistrol-sur-Loire.
- Mathieu Sommet (1988-), comédien et vidéaste Web, connu pour avoir créé et présenté l'émission humoristique Salut les geeks (SLG). Il est allé au lycée Léonard-de-Vinci à Monistrol-sur-Loire.
- Léo Pétrot (1997-), footballeur professionnel, c’est dans cette ville qu’il grandit, il commença d’ailleurs le football à l'âge de 5 ans, avec le club de l'US Monistrol-sur-Loire.
- Jade Janisset (1998-), danseuse, interprète et chorégraphe, est connue pour avoir remporté plusieurs prix en France, en Suisse et en Corée du Sud. Elle passe son enfance et son adolescence à Monistrol-sur-Loire. Avant de rejoindre une école de danse stéphanoise, elle a été scolarisée au lycée Léonard de Vinci.

### Héraldique
|  |  | Monistrol-l'Évêque Les armes de Monistrol (à droite) déclinent celles du Velay (à gauche) avec quelques différences : les engrelures disparaissent, l'épée est en pal mais non soutenue. Le fond est d'azur et non de gueules. À travers les symboles de la crosse et de l'épée, elles rappellent le double pouvoir, spirituel et temporel, du seigneur de Monistrol. La devise de la cité est reprise de celle du comte-évêque, Ad utrumque paratus, qui signifie "prêt pour les deux", nouveau renvoi au double pouvoir du comte-évêque du Velay. Sous l'Ancien Régime, la ville est parfois appelée Monistrol-l'Évêque. La Révolution la rebaptise Monistrol-en-Velay puis Monistrol-sur-Loire, appellation qui s'est imposée sous la monarchie de Juillet. |

## Pour approfondir

#### Monographies
- François Boulet, L’État d’esprit en Haute-Loire, 1940-1944 : des refuges aux maquis, Le Puy-en-Velay, éd. des Cahiers de la Haute-Loire, 2003
- Ahmed Chafchafi, Le Velay septentrional, morphogenèse et morphostructure, Saint-Étienne, Presses universitaires, coll. des études foréziennes, 1997
- Gilles Charreyron, Politique et Religion. Protestants et catholiques de la Haute-Loire, Clermont-Ferrand, Presses de l'Université Blaise-Pascal, coll. Études sur le Massif central, 1990
- André Crémillieux, Philippe Moret, Auguste Rivet et Pierre Burger, Voyage au pays des béates, Clermont-Ferrand, éd. de Borée, 2003
- Mauricette Fournier, Les Dynamiques industrielles d’une moyenne montagne : innovations, initiatives en Auvergne et Velay, Clermont-Ferrand, Publications de la Faculté des lettres, 1998
- Christophe Granier, Jean de Hédouville, Sylviane Hugon (éd.), Atlas pratique de la Haute-Loire, Le Puy-en-Velay, Cartographie & Décision, 1996
- Yves Lequin, Les Ouvriers de la région lyonnaise (2 vol.), Lyon, Presses universitaires, 1977
- Christian Lauranson-Rosaz, L'Auvergne et ses marges (Velay, Gévaudan) du VIIIe au XIe siècle. La fin du monde antique ?, Le Puy-en-Velay, éd. des Cahiers de la Haute-Loire, 1987, réédition 2007
- René Lebeau (dir.), Atlas et Géographie de la région lyonnaise, Paris, Flammarion, coll. Portrait de la France moderne, 1970
- Pierre Mazataud, Géopolitique d'une région : l'Auvergne, Nonette, Créer éd., 1987
- Jean Merley, L'Industrie en Haute-Loire de la fin de la monarchie de Juillet aux débuts de la Troisième République, Lyon, éd. du Centre d'histoire économique et sociale de la région lyonnaise, 1972
- Jean Merley, La Haute-Loire, de la fin de l'Ancien Régime aux débuts de la Troisième République (2 vol.), Le Puy-en-Velay, éd. des Cahiers de la Haute-Loire, 1974
- Philippe Moret (éd.), Monistrol d'antan, Monistrol, Court imp., 1988
- Philippe Moret, Le service de l’hospitalité à Monistrol, du Moyen Âge à la Révolution : in Cahiers de la Haute-Loire 2005, Le Puy-en-Velay, Cahiers de la Haute-Loire, 2005
- Auguste Rivet, La Vie politique dans le département de la Haute-Loire de 1815 à 1974, Le Puy-en-Velay éd. des Cahiers de la Haute-Loire, 1978
- Auguste Rivet (dir.), Politique nationale et Politique locale en Haute-Loire, XIXe – XXe siècle, Le Puy-en-Velay, éd. des Cahiers de la Haute-Loire, 2004
- Marcel Romeyer, Monistrol de l'ère nouvelle, Monistrol, Court imp., rééd. 1994
- Louis Simmonet, Le Peuplement dans l'Antiquité en Velay. Occupation des sols et économie, Le Puy-en-Velay, éd. des Cahiers de la Haute-Loire, 1984
- abbé Theillere, « La famille de Chabanes et la fondation du monastère des Capucins à Monistrol-sur-Loire », Tablettes historiques du Velay, Le Puy-en-Velay,‎ 1872 (lire en ligne)
- abbé Theillere, « Fondation d’un ermitage à Monistrol-sur-Loire (1674, congrégation des ermites de Saint-Jean-Baptiste) », Tablettes historiques du Velay, Le Puy-en-Velay,‎ 1872 (lire en ligne)
- Madeleine Moret, « De Bouchacourt à Bou-Chakour, un peintre du Velay vers 1900 », Cahiers de la Haute-Loire, Le Puy-en-Velay,‎ 2022[96].
- Yves Theillère, « Archéologie dans le nord-est du département, cantons de Bas-en-Basset et Monistrol-sur-Loire », Cahiers de la Haute-Loire, Le Puy-en-Velay,‎ 2013.

#### Périodiques
- "Pays de la Jeune Loire et de ses rivières", INSEE Auvergne électronique, Clermont-Ferrand, novembre 2006
- Chroniques Monistroliennes, Monistrol (revue annuelle de la Société d'histoire de Monistrol, B.p. 49, 43120 Monistrol-sur-Loire)
- Bulletin de la Société académique du Puy-en-Velay et de la Haute-Loire, Le Puy-en-Velay, Soc. académique (annuel)
- Cahiers de la Haute-Loire, Le Puy-en-Velay, Ass. des Cahiers de la Haute-Loire (annuels)
- Le Zircon. Bulletin du Groupe géologique de la Haute-Loire, Le Puy-en-Velay, G.G.H.L. (annuel)